# Nazionale maschile di pallacanestro della Nuova Zelanda
La nazionale di pallacanestro della Nuova Zelanda è la squadra che rappresenta questa nazione nelle competizioni cestistiche internazionali.
Seguendo la stessa tradizione del rugby, la Nuova Zelanda ha dato un soprannome alle sue due rappresentative nazionale: quella maschile sono i Tall Blacks; quella femminile le Tall Ferns.

## Piazzamenti

### Olimpiadi
- 2000 - 11°
- 2004 - 10°

### Campionati del mondo
- 1986 - 21°
- 2002 - 4°
- 2006 - 16°
- 2010 - 12°
- 2014 - 15°

- 2019 - 19°

### Campionati asiatici
- 2017 - 4°
- 2022 -  3°

### Campionati oceaniani
- 1971 -  2°
- 1975 -  2°
- 1978 -  2°
- 1979 -  2°
- 1981 -  2°

- 1983 -  2°
- 1985 -  2°
- 1987 -  2°
- 1989 -  2°
- 1991 -  2°

- 1993 -  2°
- 1995 -  2°
- 1997 -  2°
- 1999 -  1°
- 2001 -  1°

- 2003 -  2°
- 2005 -  2°
- 2007 -  2°
- 2009 -  1°
- 2011 -  2°

- 2013 -  2°
- 2015 -  2°

## Formazioni

### Olimpiadi
Pallacanestro ai Giochi della XXVII Olimpiade - Torneo maschile4 Marks, 5 Vučinić, 6 Penney, 7 Henare, 8 Jones, 9 Riley, 10 Lattimore, 11 Cameron, 12 Dickel, 13 Pokai, 14 Hickey, 15 Rampton,        All. Keith Mair
Pallacanestro ai Giochi della XXVIII Olimpiade - Torneo maschile4 Dickel, 5 Winitana, 6 Penney, 7 Henare, 8 Jones, 9 Olson, 10 Boucher, 11 Cameron, 12 Marks, 13 Book, 14 Bradshaw, 15 Rampton,        All. Tab Baldwin

### Campionati del mondo
Campionato mondiale maschile di pallacanestro 19864 Smith, 5 Crampton, 6 Mulvihill, 7 Rademakers, 8 Stephens, 9 Edmonds, 10 Mason, 11 Webb, 12 Denham, 13 Gordon, 14 Pokai, 15 Hill,        All. Robert Bishop
Campionato mondiale maschile di pallacanestro 20024 Dickel, 5 Flavell, 6 Penney, 7 Henare, 8 Jones, 9 Winitana, 10 Boucher, 11 Cameron, 12 Rampton, 13 Book, 14 Marks, 15 Hickey,        All. Tab Baldwin
Campionato mondiale maschile di pallacanestro 20064 Dickel, 5 Olson, 6 Penney, 7 Henare, 8 Jones, 9 Winitana, 10 Boucher, 11 Cameron, 12 Vukona, 13 Frank, 14 Bradshaw, 15 Rampton,        All. Tab Baldwin
Campionato mondiale maschile di pallacanestro 20104 Tait, 5 Fitchett, 6 Penney, 7 Vukona, 8 Jones, 9 Kench, 10 Abercrombie, 11 Cameron, 12 Anthony, 13 Frank, 14 Bradshaw, 15 Pledger,        All. Nenad Vučinić
Campionato mondiale maschile di pallacanestro 20144 Tait, 5 Bartlett, 6 Penney, 7 Vukona, 8 Kenny, 9 C. Webster, 10 Abercrombie, 11 Anthony, 12 Fotu, 13 Frank, 14 Loe, 15 T. Webster,        All. Nenad Vučinić
Campionato mondiale maschile di pallacanestro 20190 T. Webster, 3 Delany, 5 Ili, 6 Kenny, 9 C. Webster, 10 Abercrombie, 14 Loe, 16 Smith-Milner, 20 Ngatai, 25 Rusbatch, 35 Pledger, 42 Fotu,        All. Paul Henare
Campionato mondiale maschile di pallacanestro 20231 Te Rangi, 2 Le'afa, 3 Delany, 4 Britt, 5 Ili, 7 Wetzell, 11 F. Cameron, 16 Smith-Milner, 20 Ngatai, 22 Harris, 23 Brown, 42 Fotu,        All. Pero Cameron

### Campionati oceaniani
Campionato oceaniano maschile di pallacanestro 19974 Tupu, 5 Vučinić, 6 Jones, 7 Mori, 8 H. Smyth, 10 Denham, 11 Cameron, 12 R. Strother, 13 Pokai, 14 Hickey,        All. -
Campionato oceaniano maschile di pallacanestro 19994 Tupu, 5 Pongia, 6 Flavell, 7 Mori, 9 Riley, 10 Denham, 11 Rampton, 13 Pokai, 15 Cameron,        All. -
Campionato oceaniano maschile di pallacanestro 20014 Dickel, 5 Flavell, 7 Henare, 8 Jones, 9 Pongia, 10 Boucher, 11 Cameron, 12 T. Rampton, 14 Burton, 15 D. Rampton,        All. -
Campionato oceaniano maschile di pallacanestro 20034 Dickel, 7 Henare, 8 Jones, 9 Winitana, 10 Boucher, 11 Cameron, 12 Penney, 13 Book, 14 Pearce, 15 Rampton,        All. Tab Baldwin
Campionato oceaniano maschile di pallacanestro 20054 Dickel, 5 Olson, 6 Penney, 7 Homik, 8 Jones, 9 Tait, 10 Boucher, 11 Cameron, 12 Vukona, 13 Book, 14 Bradshaw, 15 Rampton,        All. Tab Baldwin
Campionato oceaniano maschile di pallacanestro 20074 Dickel, 5 Tait, 6 Penney, 7 Henare, 8 Jones, 9 Winitana, 10 Boucher, 11 Cameron, 12 Rampton, 13 Frank, 14 Bradshaw, 15 Vukona,        All. Nenad Vučinić
Campionato oceaniano maschile di pallacanestro 20094 Tait, 5 Fitchett, 6 Penney, 7 Vukona, 8 Kenny, 9 Webster, 10 Henry, 11 Pledger, 12 Abercrombie, 13 Frank, 14 Loe, 15 Anthony,        All. Nenad Vučinić
Campionato oceaniano maschile di pallacanestro 20114 Tait, 5 Fitchett, 6 Penney, 7 Vukona, 8 Dickel, 9 Kenny, 10 Abercrombie, 11 Pledger, 12 Anthony, 13 Frank, 14 Henry, 15 Loe,        All. Nenad Vučinić
Campionato oceaniano maschile di pallacanestro 20134 Ngatai, 5 Bartlett, 6 Mauriohooho-Le'afa, 7 Vukona, 8 Kenny, 9 Webster, 10 Abercrombie, 11 Anthony, 12 Te Rangi, 13 Frank, 14 Salt, 15 Pledger,        All. Nenad Vučinić
Campionato oceaniano maschile di pallacanestro 20150 Ili, 1 Te Rangi, 4 Tait, 5 Bartlett, 6 Kenny, 7 Vukona, 9 Webster, 10 Abercrombie, 11 Wynyard, 12 Fotu, 13 Prewster, 14 Loe,        All. Paul Henare

### Campionati asiatici
Campionato asiatico maschile di pallacanestro 20170 Te Rangi, 1 Aston, 2 Letoa, 3 Delany, 8 Raukawa, 13 Hunter, 15 King-Hawea, 16 Smith-Milner, 20 Ngatai, 25 Rusbatch, 33 Timmins, 55 Ili,        All. Paul Henare
Campionato asiatico maschile di pallacanestro 20223 Mennenga, 5 Britt, 6 Murray, 9 Keil, 11 F. Cameron, 12 Perrott-Hunt, 14 Davidson, 15 Hunt, 16 Smith-Milner, 20 Fahrensohn, 33 Timmins, 00 Darling,       All. Pero Cameron
Campionato asiatico maschile di pallacanestro 20250 Davison, 3 King, 4 Russo-Nance, 5 Britt, 6 Murray, 10 Gold, 11 Cameron, 12 Darling, 15 Hunt, 16 Smith-Milner, 20 Ngatai, 27 Andrew,        All. Judd Flavell